# Coțofenii din Dos
Coțofenii din Dos – wieś w Rumunii, w okręgu Dolj, w gminie Coțofenii din Dos. W 2011 roku liczyła 1042 mieszkańców.